# Vitória Brasil
Vitória Brasil es un municipio brasileño del estado de São Paulo. La ciudad tiene una población de 1.737 habitantes (IBGE/2010) y un área de 49,7 km². Vitória Brasil pertenece a la Microrregión de Jales.

## Geografía
Se localiza a una latitud 20º11'48" Sur y a una longitud 50º29'04" Oeste, estando a una altitud de 505 metros.

### Hidrografía
- Río del Veadão
- Río del Desengano
- Río del Marañón
- Río de la Helena
- Río del Cedro

### Carreteras
- SP-463 - Elieser Montenegro Magalhães

## Demografía
Datos del Censo - 2010
Población total: 1.737
- Urbana: 1.435
- Rural: 302
- Hombres: 891[5]
- Mujeres: 846

Densidad demográfica (hab./km²): 34,95

## Administración
- Prefecto: Eliseu Alves de la Costa(2009/2012)
- Viceprefecto: Barcinho Ormaneze
- Presidente de la cámara: Fernando Chiarelli Nieto (2010/2011)

## Religión
El Cristianismo está presente en la ciudad de la siguiente manera:

### Iglesia Católica
La iglesia católica del municipio forma parte de la Diócesis de Jales.

### Iglesia Protestante
En la ciudad están presentes las más diversas creencias evangélicas, principalmente pentecostales, incluidas las Asambleas de Dios de Brasil (la iglesia evangélica más grande del país), Congregación Cristiana, entre otras. Estas denominaciones están creciendo cada vez más en todo Brasil.